# Oxalis orthopoda
Oxalis orthopoda är en harsyreväxtart som beskrevs av Salter. Oxalis orthopoda ingår i släktet oxalisar, och familjen harsyreväxter. Inga underarter finns listade i Catalogue of Life.